# U.S. Taxpayers' Party of Michigan
De U.S. Taxpayers' Party of Michigan (Nederlands: Amerikaanse Belastingbetalers Partij van Michigan) is een afdeling in de staat Michigan van de federale Constitution Party.
De U.S. Taxpayers' Party of Michigan (USTPM) werd in 1982 opgericht en streeft naar een strikte naleving van de grondwet van de Verenigde Staten door zowel de overheid als de bevolking. Volgens de partij vindt de grondwet haar oorsprong in de Bijbelse wetgeving, waarnaar de Founding Fathers (de stichters van de Verenigde Staten) in hun publicaties veel verwezen.
De USTPM is een van de zes bij de kiesraad van Michigan ingeschreven partijen.

## Voorzitter
- Dennis Chapman

## Verwijzing
1. ↑  https://web.archive.org/web/20101129050818/http://ustpm.org/about/history/42-history-of-the-ustpm.html